# Romain Lonca
Pas d'image ? Cliquez ici

a Compétitions nationales et continentales officielles uniquement.

Dernière mise à jour le 8 juillet 2024.
Romain Lonca, né le 26 novembre 1991, est un joueur français de rugby à XV évoluant au poste de demi d'ouverture, centre ou arrière.

## Biographie
Formé au Biarritz olympique, Romain Lonca rejoint le Stade hendayais en Fédérale 2. En 2013, il est repéré par Vincent Etcheto et signe à Bordeaux. Handicapé par plusieurs blessures, il signe cependant son premier contrat professionnel avec l'UBB en 2014,. Joueur polyvalent, il couvre tous les postes des lignes arrières mais est surtout utilisé en premier centre.
En novembre 2016, il est titulaire à l'ouverture contre l'Australie avec l'équipe des Barbarians français.